# うららカー
うららカーは、かつて長野県安曇野市堀金地区を起点とする乗合タクシーの愛称であった。最寄のJR豊科駅に学生を送迎する役目もあった。

## 運行委託
- 南安タクシー
- 安曇観光タクシー

## 歴史
- 2005年8月29日 - ナイトライン開始。
- 9月3日〜9月7日まで休止。
- 9月10日から「あづみん」に転換。うららカー廃止。

## 運賃
- 一回300円
- エリア外は一回600円（豊科市街地と堀金地域内は300円）

## 回数券
- 回数券には割引回数券というのがあり、11枚つづり3,000円である。
- 社会福祉協議会窓口や車内にて発売中